# Матиас, Джон
Джон Рой Матиас (англ. John Roy Matias, 15 апреля 1944, Гонолулу, Гавайи — 7 апреля 2020, Айеа, там же) — американский бейсболист, аутфилдер и игрок первой базы. В 1970 году провёл 58 игр в составе клуба «Чикаго Уайт Сокс». В течение шести лет выступал в Мексиканской бейсбольной лиге.

## Биография
Джон Матиас родился 15 апреля 1944 года в Гонолулу. Один из четырёх детей в семье Джона-старшего и Хулии Пачеко. Его отец работал слесарем на верфи Перл-Харбор, был бейсболистом-любителем и тренером для сыновей. Джон в детстве выигрывал национальный чемпионат Лиги PONY в возрастной категории старше двенадцати лет. Во время учёбы в школе он также играл в баскетбол и американский футбол. В финале бейсбольного чемпионата штата 1962 года Матиас выбил четыре хоум-рана. В августе того же года он сыграл в Мировой серии Американского легиона, а позже принял участие в плей-офф национального чемпионата.
В 1963 году Джон и его младший брат Боб подписали контракты с клубом «Балтимор Ориолс», начав профессиональную карьеру. В дебютном сезоне он успел сыграть за три команды в фарм-системе «Ориолс», принять участие в Матчах всех звёзд Аппалачской лиги и Лиги Среднего Запада, а зимой 1963/64 годов провести сезон в Пуэрто-Рико. В течение нескольких следующих лет Матиас боролся за место в составе с восходящими звёздами клуба Майком Эпстейном и Бугом Пауэллом. К 1969 году он продвинулся до уровня AAA-лиги, где стал одним из лучших отбивающих и сыграл в Матче всех звёзд.
После хорошо проведённых весенних сборов 1970 года Матиас был приглашён в основной состав клуба «Чикаго Уайт Сокс». В команде он провёл три месяца, сыграв за это время 58 матчей. Ему не хватало стабильности и тренерский штаб клуба перевёл его обратно в состав «Тусон Торос». После окончания сезона Джона обменяли в «Канзас-Сити Роялс», а зимой он уезжал играть в Венесуэльскую лигу. В 1971 году он провёл чемпионат в составе команды AAA-лиги «Омаха Роялс», а в декабре Матиаса продали в «Гавайи Айлендерс», входивших в систему «Сан-Диего Падрес». Там он играл до лета 1973 года, после чего перешёл в «Такому Твинс», фарм-команду «Миннесоты».
В 1974 году Матиас уехал играть в Мексику. Пять сезонов он провёл в составе команды Индиос де Сьюдад-Хуарес, где также впервые на профессиональном уровне сыграл в роли питчера, одержав пять побед при одном поражении в тринадцати матчах. В 1977 году Джон стал питчером стартовой ротации «Индиос». В 1979 году, последнем своём сезоне в Мексике, он играл за «Тигрес дель Мехико» и «Рохос дель Агила де Веракрус». После этого он вернулся на Гавайи. В 1980 году Матиас провёл двенадцать игр за «Айлендерс» в роли назначенного бьющего, после чего завершил карьеру.
После этого Джон в течение тринадцати лет работал тренером бейсбольной команды школы Перл-Сити, дважды приводил её к победе в чемпионате штата. После 1993 года он занимал аналогичную должность в частной школе Дэмиен Мемориал. У него с супругой Паулиной родилось двое детей. Сын, Джон-младший, был звездой бейсбольной команды Гавайского университета.
Джон Матиас скончался 7 апреля 2020 года после продолжительной болезни. Ему было 75 лет.